# Aswega
Aswega — акционерное общество, созданное на материально-технической базе Таллинского производственного объединения «Промприбор», крупнейшего приборостроительного предприятия Эстонской ССР. С 2023 года предприятие прекратило производственную деятельность, и основным видом его деятельности стала аренда недвижимости.

## Приборостроение
В результате процесса приватизации промышленных и сельскохозяйственных предприятий, последовавшего во всех союзных республиках за распадом Советского Союза, в 1994 году на базе флагмана эстонского приборостроения было образовано акционерное общество Aswega. Акционеры (в их числе и часть работников ПО «Промприбор») стали владельцами уникального технологического оборудования, полувекового опыта работы в области приборостроения, большого числа «ноу-хау» и  деловых связей ликвидированного советского предприятия.
На бизнес-сайте E-krediidiinfo в качестве даты основания Aswega указано 1 января 1940 года, на сайте Inforegister — 30 августа 1996 года, на своём официальном сайте компания писала, что она была образована в 1994 году.
Начало 1990-х годов было для предприятия тяжёлым временем: рушились налаженные связи с Россией, которая поставляла комплектующие; снизился объём производства; число работников уменьшилось до 250.
Однако, в Эстонии в то время у завода не было конкурентов, и когда в странах бывшего Советского Союза стали уделять пристальное внимание учёту и регулированию расходов энергоресурсов и воды, резкое увеличение спроса на теплосчётчики помогло предприятию оживить производство. Бо́льшая часть рынка, как и в советское время, находилась в России, в частности, для социальных объектов Москвы за пять лет было изготовлено 6000 различных измерительных приборов (при этом 80 % установленных за это время Москве теплосчётчиков были выпущены фирмой Aswega); в 2001 году на Павлодарском алюминиевом заводе было установлено 250 теплосчётчиков.
В 1990-х годах, когда в странах бывшего Советского Союза стали уделять пристальное внимание учёту и регулированию расходов энергоресурсов и воды, предприятие было одним из поставщиков в Москву различных приборов согласно энергосберегающей программе, утверждённой Правительством российской столицы. Выпускаемые предприятием расходомер ИР-45 и теплосчётчики SA-94/1 и SA-94/2 были внесены в Госреестр средств измерений Республики Беларусь, утверждённый в 1997 году.
Основная доля продукции производилась не в Эстонии, а на совместных предприятиях в России, Украине и Казахстане. Это было вызвано тем, что российское государство стремилось максимально поддерживать отечественных производителей. Предприятие поставляло свою продукцию в Болгарию, в частности, для болгарского производителя французского концерна Danone были созданы уникальные приборы, которые устанавливаются на технологических цепочках, работающих с пищевыми продуктами.
Для упорядочения доставки и реализации своей продукции в начале 2002 года компания открыла в Москве «Торговый дом “Асвега”». Ранее эти функции выполняла основанная в 1997 году московская фирма «Асвега–М», долю в которой таллинская фирма в то время увеличила с 60 % до 70 %. Торговый дом «Асвега» занимается складированием продукции, комплектацией на месте сопутствующими изделиями и передачей её потребителю. «Асвега-М» сосредоточена на сервисном обслуживании фирменных теплосчётчиков.
По словам председателя правления акционерного общества Aswega Валентина Молдованова, в 2001 году торговый оборот фирмы составил 53 миллиона крон, прибыль — полтора миллиона крон. В Эстонии одним из крупнейших потребителей продукции предприятия являлся концерн Viru Keemia Grupp.
В 2001 году численность работников предприятия составляла 235 человек, в 2002 году — 180 человек. 
В 2007 году предприятие приняло участие в создании саморегулирующейся («интеллигентной») технологии рыборазведения, которая одновременно с быстрым привесом молоди призвана обеспечить выполнение строгих экологических норм. В разработке системы участвовали строители рыбоводческих бассейнов, рыбоводы и учёные других стран (биологи, экологи, технологи).
В связи с активно проводимой правительством политикой энергоэффективности в строительстве, к концу 2010-х годов российский рынок теплосчётчиков был весьма насыщен, однако, эстонская Aswega, в числе прочих, относилась к числу наиболее часто упоминаемых компаний-поставщиков. В 2008 году выпускаемые предприятием счётчики жидкости УА2ЗО5М были внесены в российский Государственный реестр средств измерений. В Казахстане одной из наиболее распространённых моделей используемых теплосчётчиков были счётчики, выпускаемые Aswega, которые отличаются высокой надёжностью, включены в Госреестр средств измерений Республики Казахстан и принимаются к эксплуатации комиссией КТЭК (Костанайская теплоэнергетическая компания).
В 2014 году в рамках программы развития и модернизации производства, ОАО «Контур», входящее в машиностроительную корпорацию «Сплав», при поддержке специалистов ОАО «Завод “Старорусприбор”» заключило договор с эстонской фирмой Metrica Engineering OÜ, являющейся дочерним предприятием компании Aswega, на разработку и производство автоматизированной поверочной расходомерной установки.
Специалистами фирмы казахстанского ТОО «Арташ Union» разрабатывался оригинальный программный продукт под названием Teplosbor для удалённого сбора показаний с тепловычислителей для предприятий, обслуживающих тепловые сети. По состоянию на начало 2017 года в программном комплексе Teplosbor в числе прочих был реализован обмен и с тепловычислителями SA-94/2, SA-94/3 марки “Aswega”.
По состоянию на 31 декабря 2023 года численность работников таллинского предприятия составила 12 человек. С 2020 года на эстонских бизнес-сайтах в качестве основного вида деятельности Aswega указана «Сдача в аренду и управление собственной или арендованной недвижимостью»; «Производство инструментов и приборов для измерения, тестирования и навигации» упомянуто в перечне прочих видов деятельности предприятия.

## Сделки с недвижимостью
В центре Таллина, на бульваре Мере (современный квартал Ротерманна), в советское время располагалась часть производственных зданий ПО «Промприбор». Они и земля под ними принадлежали акционерному обществу Aswega. В настоящее время на месте бывших развалин возведены современные многоэтажные здания, а предприятие получает доход от сдачи в аренду недвижимости.

## Экономические показатели
Торговый оборот эстонской фирмы в 2019 году составил 1 567 415 евро. Средняя зарплата в III квартале 2020 года — 1920 евро, численность работников по состоянию на 30.09.2020 — 15 человек. Промышленное производство сосредоточено на совместных предприятиях «Асвега-М»  и «Вега-прибор» (Россия) и «Асвега-У» (Украина). В России, Украине и Казахстане работают пункты гарантийного и постгарантийного обслуживания.
В 2020 году в Эстонии действовало 5 предприятий, основным видом деятельности которых было производство инструментов и приборов для измерения, тестирования и навигации. Объём данного рынка равнялся 86,8 миллионам евро, в котором доля “Aswega AS” составила 1,2 %.
В 2022 году торговый оборот Aswega AS составил 1462 тыс. евро, из них доля дохода от сделок с недвижимостью и управления ею — 97,9 %, от производства инструментов — 2,1 %. В 2023 году практически весь объём торгового оборота (1218 тыс. евро из 1253 тыс. евро) составила сдача недвижимости в аренду и и вспомогательные виды деятельности по управлению недвижимостью.